# Conservatoire de Boston
Le conservatoire de Boston (nom officiel en anglais : Boston Conservatory) est une école de musique, danse et théâtre située à Fenway-Kenmore près de Boston, Massachusetts, États-Unis. L'école décerne des Bachelor of Fine Arts, Bachelor of Music (en), Master of Fine Arts, Master of Music (en) ainsi que des Graduate Performance Diplomas et des Artist Diplomas.

## Historique
Le Boston Conservatory a été fondé le 11 février 1867 par Julius Eichberg (en), violoniste et compositeur. C'est un des premiers conservatoires à admettre des femmes et des afro-américains. En 1873, l'opérette The Doctor of Alcontara d'Eichberg est jouée au conservatoire par la première compagnie américaine d'afro-américains. En 1878, Eichberg crée l'Eichberg String Quartet le premier quatuor à cordes féminin professionnel.
La mort d'Eichberg en 1893 met à la direction de l’école R. Marriner Floyd avec l'organiste et compositeur Herman P. Chelius comme directeur musical. Sous leur direction 1896.
Au tournant du siècle, l'école fusionne avec le National Associated Studios of Music. En 1943, Jan Veen crée la Boston Conservatory Dance Division, le premier programme à mettre en avant à la fois le ballet classique et la danse moderne américaine émergente. En 1951, l'école est autorisée à décerner des Bachelor of Fine Arts en théâtre et en danse.
En 2013, le Boston Conservatory est une école privée indépendante habilitée à diplômer en musique, danse et théâtre musical. Le Conservatoire présente plus de 200 spectacles chaque année.

## Étudiants célèbres
- Hayato Hirose